# 根岸大介
根岸 大介（ねぎし だいすけ、1972年12月1日 - ）は、日本の俳優。東京都出身。太田プロダクション所属。

## 出演

### テレビドラマ
- 映画みたいな恋したい「バード・オン・ワイヤー」（1992年8月22日、テレビ東京）
- 花王 愛の劇場『年上でもいいじゃない』（1993年、TBS）
- 東芝 日曜劇場『スウィート・ホーム』（1994年、TBS） - 北山保
- 土曜ワイド劇場『森村誠一の終着駅シリーズ 殺人の花客 〜荒波の東尋坊、山中温泉に捜査行・二つの死体に同じ蘭が〜』（1999年3月27日、テレビ朝日）
- はぐれ刑事純情派XII 第21話（1999年8月18日、テレビ朝日）
- 風の行方（1999年、東海テレビ・フジテレビ）
- レッド（2001年、東海テレビ・フジテレビ）
- ホーム&アウェイ 第6話（2002年、フジテレビ） - 飯村武
- 土曜ワイド劇場『キソウの女 刑事部機動捜査隊』（2003年10月18日、朝日放送）
- 救命病棟24時 第4話「おまえはひとりじゃない!」（2005年、フジテレビ）
- キューティーハニー THE LIVE 第5話（2007年、テレビ東京） - 白川所長
- 愛讐のロメラ（2008年、東海テレビ・フジテレビ） - 小暮仁

### 映画
- 君を忘れない（1995年、日本ヘラルド）
- メッセンジャー（1999年、東宝）

### Vシネマ
- 今日から俺は!!（1993年）
- 女子高生コンクリート詰め殺人事件 -壊れたセブンティーンたち（1995年） - 少年A
- JINGI 仁義 シリーズ - 米助（ヨネヤマ・ダイスケ）
- 湘南爆走族2 熱闘!アルバイト大作戦（1998年） - 桜井信二
- 死刑確定V（2006年）
- 岸和田少年愚連隊 カオルちゃん最強伝説 中華街のロミオとジュリエット（2007年） - 黄豪
- 日本統一39 - （2020年-） - 迫田組若頭 岩尾英輔
- 日本統一外伝 田村悠人（2021年） - 丸神会迫田組若頭 岩尾英輔
- 仁義もクソもありゃしねえ!（2021年） - マツダ(拳銃買取屋)

### その他のテレビ番組
- ふしぎコロンブス（NHK教育テレビ） - 1997年度レギュラー・ダイスケ役